# Sinsener Wallburg

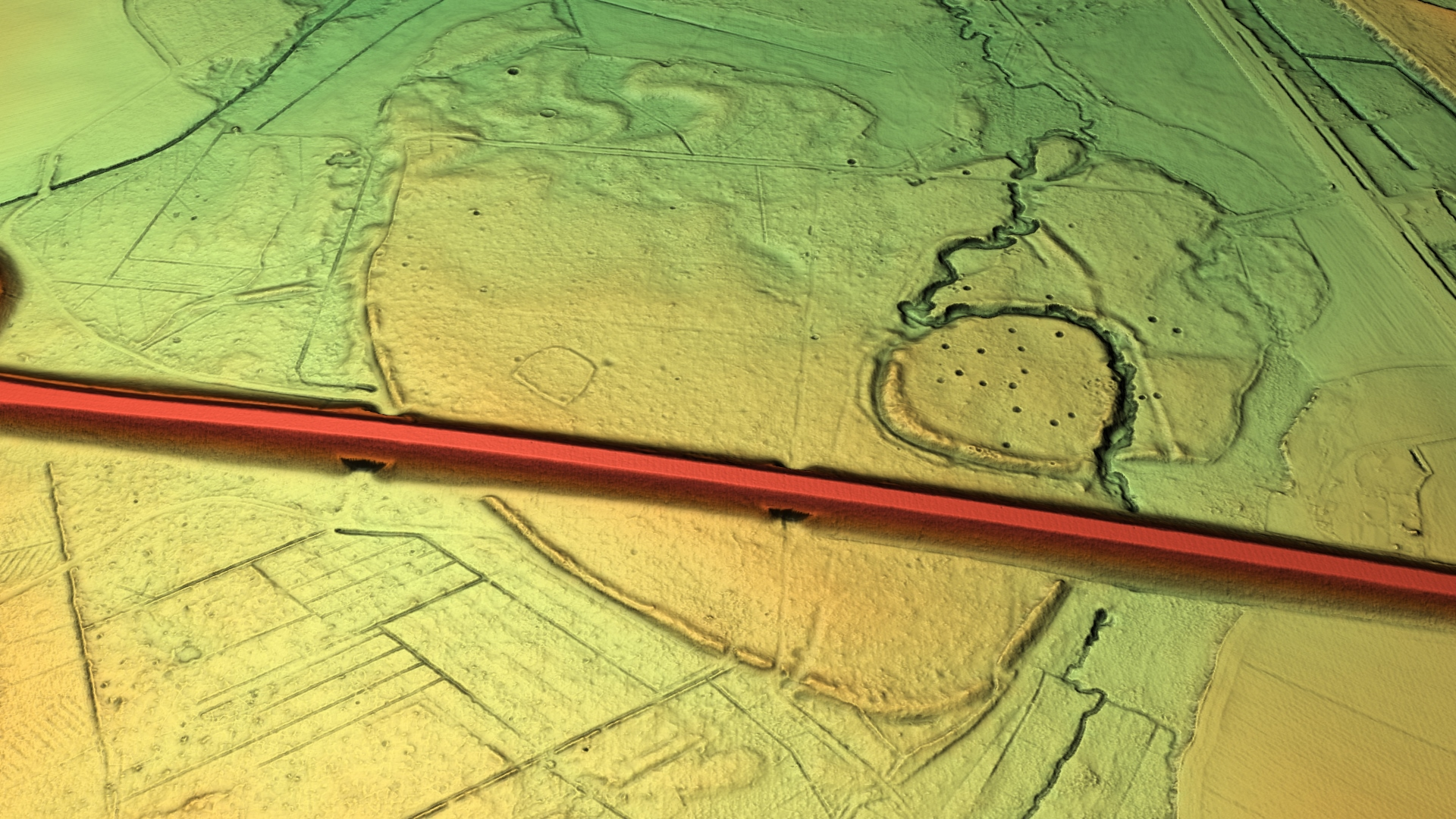
3D-Ansicht des digitalen Geländemodells

Die Sinsener Wallburg ist ein Ringwall im Wald- und Naturschutzgebiet Die Burg, Ortsteil Sinsen-Lenkerbeck von Marl, die mehr oder weniger auch Namensgeber des Waldes ist. Sie besteht aus einer etwa kreisförmigen Kernburg mit etwa 150 m Durchmesser (knapp 2 ha), die von Außenwällen und Niederungen, insbesondere der des Silvertbachs im Norden, zu einer etwa 33 ha großen Außenburg umschlossen werden. Das genaue Alter ist unklar. Unter anderem fanden sich 1926/27 karolingische Scherben.

## Lage

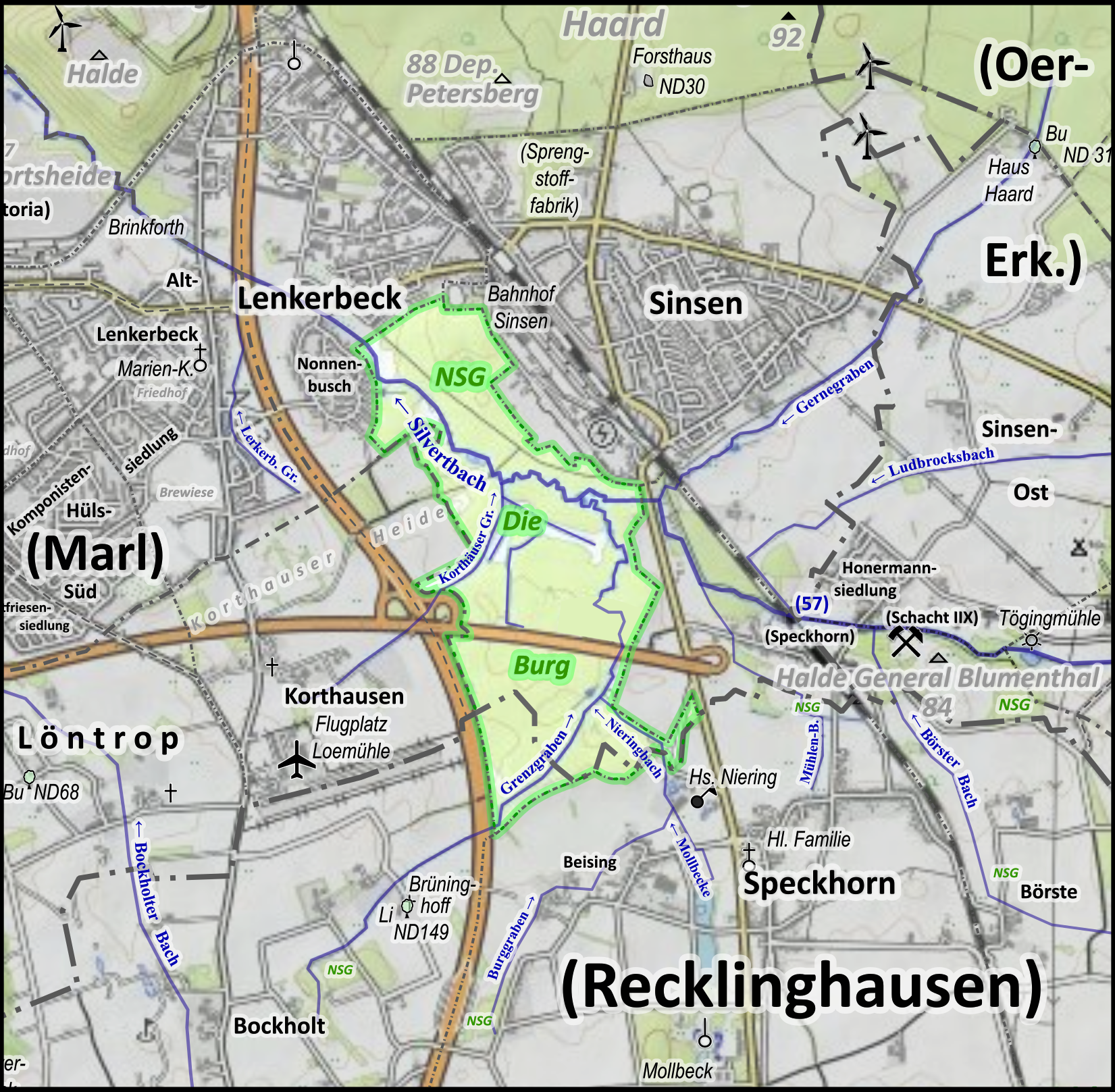
Gesamtansicht des NSG mit beschrifteten Bachläufen

Das Relief zeigt das feinaufgelöste digitale Geländemodell, bei der Straße handelt es sich um die Lipperandstraße (L 522), die als Zubringer zur A 43 und nach Hüls und Drewer fungiert und deren Errichtung 1973/74 Anlass für umfangreiche Grabungen war. Die Kernburg wird in einem Linksknick des Grenzgrabens (Hauptbach nach Stationierung) bzw. Nieringbachs (so auf TK bezeichnet) bzw. der Mollbecke (so in diversen Quellen genannt) – gemeint ist stets der Hauptbach, der alle drei vereint – unmittelbar nördlich der Straße durch diesen nach Osten und Norden gerahmt, nach Westen und Süden wurde ein Graben ausgehoben, dessen Aushub wohl für den Wall genutzt wurde. Die Deutsche Grundkarte beschriftet dieses kreisförmige Gebiet mit „Karol. Ringwall“. Nach Süden bis über die Landesstraße hinaus und nach Westen bildet ein zweiter Wall die Vorburg, nach Norden bot die Niederung des Silvertbachs Schutz. Die Vorburg bot auch Platz für Vieh Habseligkeiten, die Kernburg im Notfall zumindest für die Menschen.
Trotz der Bezeichnung Sinsener Wallburg liegt die Wallburg wohl auf historischem Gebiet der Bauerschaft Löntrop, möglicherweise auch auf dem von Speckhorn, in jedem Falle jedoch auf dem der früheren Landgemeinde Recklinghausen, da Sinsen (früher Gemeinde Oer) komplett rechts des Silvertbachs lag. Das mag der Tatsache geschuldet sein, dass 1926 und umso mehr danach Sinsen, 1926 (Westteil) zusammen mit Löntrop nach Marl eingemeindet (Gesetz über die Neuregelung der kommunalen Grenzen im rheinisch-westfälischen Industriebezirke), bereits ein dicht besiedelter Wohnstadtteil mit bekanntem Bahnhof war, während Löntrop und Speckhorn bis heute bauerschaftlich geblieben sind.